# Angelo De Donatis
Angelo De Donatis (Casarano, 4 januari 1954), is een Italiaans geestelijke en een kardinaal van de Rooms-Katholieke Kerk.
De Donatis bezocht het kleinseminarie in Tarente en daarna het Pauselijk Romeins Seminarie. Hij studeerde filosofie aan de Pauselijke Lateraanse Universiteit en theologie aan de Pauselijke Universiteit Gregoriana. Hij werd op 28 november 1983 priester gewijd.
De Donatis werkte in verscheidene pastorale functies binnen het bisdom Rome, van welk bisdom hij op 14 september 2015 door paus Franciscus werd benoemd tot hulpbisschop, en tevens tot titulair bisschop van Mottola. Hij ontving zijn wijding op 9 november 2015 uit handen van de paus zelf.
Op 26 mei 2017 werd De Donatis benoemd tot vicaris van het bisdom Rome, aartspriester van de pauselijke aartsbasiliek van Sint-Jan van Lateranen en grootkanselier van de pauselijke Lateraanse universiteit, als opvolger van kardinaal Agostino Vallini. Hij werd tevens bevorderd tot titulair aartsbisschop van Mottola.
De Donatis werd tijdens het consistorie van 28 juni 2018 kardinaal gecreëerd. Hij kreeg de rang van kardinaal-priester. Zijn titelkerk werd de San Marco.
Op 6 april 2024 werd De Donatis benoemd tot grootpenitentiarius van de Apostolische Penitentiarie, een van de drie kerkelijke rechtbanken van de Romeinse Curie. Hij was de opvolger van Mauro Piacenza, die met emeritaat ging.
- Gemeinsame Normdatei: 1206556404
- Istituto Centrale per il Catalogo Unico: PBEV016570
- Système universitaire de documentation: 230307701
- Virtual International Authority File: 106153953291005562464
- WorldCat: E39PBJwD3CFPRr4GDcFh4rjt8C